# آنلی ارهارت
آنلی ارهارت (آلمانی: Annelie Ehrhardt؛ زادهٔ ۱۸ ژوئن ۱۹۵۰) دونده زن اهل آلمان بود.
وی در مسابقات کشوری و بین‌المللی در مجموع برندهٔ ۲ مدال طلا، ۱ مدال نقره شده‌است.